# Spinodiadelia spinipennis
Spinodiadelia spinipennis là một loài bọ cánh cứng trong họ Cerambycidae.